# Artturi Virtanen
Artturi Ilmari (”A. I.”) Virtanen, född 15 januari 1895 i Helsingfors, död där 11 november 1973, var en finländsk biokemist och nobelpristagare. 
A. I. Virtanen var en av Finlands mest framstående forskare och den hittills mest kända finländska kemisten. Han fick Nobelpriset i kemi år 1945, och var den första ordföranden för Finlands Akademi som grundades år 1948.

## Virtanens forskning
Virtanens forskningsfält var näringslära. Han fann på nya metoder att bereda smör och ost, undersökte vilka fördelar ett delvis syntetiskt boskapsfoder skulle kunna erbjuda och studerade den fixering av kväve som sker i ärtväxters rotknölar. Mest känd blev han för sin uppfinning av en ensilagemetod för konservering av djurfoder, kallad AIV-foder, för vilken han fick Nobelpriset i kemi 1945. AIV-metoden och var ett framsteg i långtidsförvaring av grönfoder till djur, vilket är viktigt under vintrarna.
Utvecklandet av AIV-fodret var kanske det viktigaste resultatet av A.I. Virtanens forskargrupps arbete. Utgångspunkten för forskningen var att bevara vitaminhalten i komjölk året om. De stora kvalitetsskillnaderna mellan mejeriprodukter upplevdes som ett allvarligt problem för folkhälsan och genom att utveckla ett färskfoder vars näringsämnen bevaras under lagring löste A. I. Virtanen och hans forskargrupp problemet med vinterutfodring till boskap. AIV-fodret bygger på att sänka PH-värdet på det färska ensilaget till under 4, då bakteriernas aktiviteter saktar ner och fodret bevaras bättre.
A. I. Virtanen är även känd för andra uppfinningar inom främst mejerihygien. Många av uppfinningarna kunde patenteras, vilket innebar att man uppnådde en god konkurrensförmåga på den växande internationella marknaden. 
Han ledde Valios forskningslaboratorium 1921–1969.

## Nobelpriset i kemi
Kungliga Vetenskapsakademien övervägde redan i början av 1930-talet att ge Nobelpriset till A. I. Virtanen. Senare blev detta verklighet och Virtanen fick Nobelpriset i kemi år 1945 för sina meriter inom jordbruks- och näringskemi. Han fick priset ”för sin forskning och sina uppfinningar inom jordbruks- och näringskemi, i synnerhet för sin metod för att konservera foder” ("for his research and inventions in agricultural and nutrition chemistry, especially for his fodder preservation method"). Virtanen är en av bara två finländska vetenskapliga nobelpristagare.

## Professor och lärare
A. I. Virtanen var professor i biokemi på Tekniska högskolan i Helsingfors 1931–1939 och professor i kemi på Helsingfors universitet 1939–1948. Han trodde på biokemins möjligheter inom näringslivet och läkarvetenskapen, och han underströk betydelsen av internationalism. A. I. Virtanen drev även energiskt många betydande vetenskapspolitiska projekt för att främja folkhälso- och energifrågor.
”Det viktigaste en forskare kan göra är att lära upp nya forskare”, sa A.I. Virtanen själv när han definierade sina mål. Han hade gott om studenter, och det sägs att han lärde upp en hel generation av biokemister.
A. I. Virtanen var en enastående ledare och en entusiastisk lärare. Den karismatiske professorn var även jordbrukare i praktiken.

## Akademiledamotskap och utmärkelser
A. I. Virtanen var ledamot i Finlands Akademi och dess första ordförande från och med år 1948 till 1963. Ett institut som bär A. I. Virtanens namn är verksamt i anslutning till Kuopio universitet.
Virtanen invaldes 1939 som utländsk ledamot av Kungliga Vetenskapsakademien och blev 1945 utländsk ledamot av Kungliga Ingenjörsvetenskapsakademien. Han blev teknologie hedersdoktor vid Kungliga Tekniska högskolan 1949.
Asteroiden 1449 Virtanen är uppkallad efter honom.

### Övriga källor
- Virtanen, Artturi i Nationalencyklopedins nätupplaga
- Virtanen, Artturi Ilmari i Stora Focus, Esselte Focus